# Сьюэлл (Чили)
Шахтёрский городок Сьюэлл — необитаемый шахтёрский городок в Чили, расположенный в Андах на высоте 2000—2250 м в коммуне Мачали, провинция Качапоаль, область Либертадор-Хенераль-Бернардо-О’Хиггинс в 85 км к югу от столицы страны — Сантьяго. Единственное в XX веке крупное горнопромышленное шахтёрское поселение, которое было построено в расчёте на круглогодичное использование. В 2006 году был включен в список Всемирного наследия ЮНЕСКО.

## История

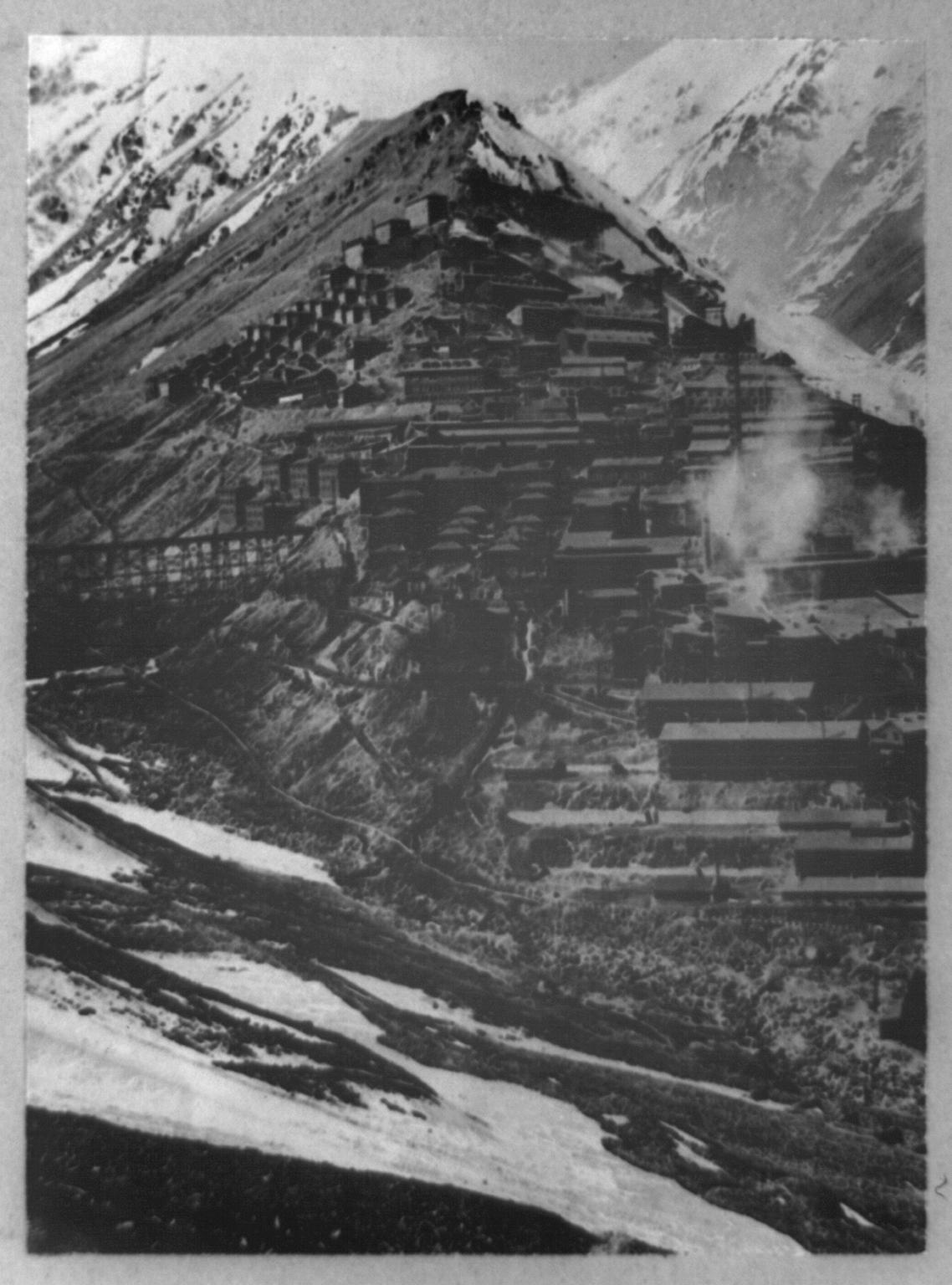
Сьюэлл в первой половине XX века.

Город был основан в 1904 году компанией Braden Copper Co. для добычи меди в крупнейшей в мире подземной медной шахте Эль-Теньенте. Город был построен на крутых горных склонах, которые не позволяли использовать колёсный транспорт, по сторонам большой центральной лестницы, которая поднималась от железнодорожной станции. Вдоль лестницы были расположены площадки неправильной формы с декоративными посадками деревьев и кустарников, служившие общественными и озеленёнными пространствами города. От центральной лестницы в обе стороны расходились горизонтальные проходы, которые шли к меньшим площадям и лестницам, соединявшим части города, лежащие на различных уровнях. Здания на улицах изготовлены из дерева, многие из них окрашены в яркие цвета — зеленый, желтый, красный и синий.
Архитектура зданий в основном следовала американским образцам XIX века, однако некоторые объекты, например, Промышленная школа, построенная в 1936 году, были вдохновлены архитектурой модернизма.
В 1915 году город был назван в честь первого президента компании Бартона Сьюэлла. В 1918 году его население составляло 14000 человек. После многих лет использования шахты в 1977 году компания начала переселение рабочих и их семей из городка и вскоре он стал необитаемым.
В 1998 году чилийское правительство объявило Сьюэлл национальным памятником, а в 2006 году ЮНЕСКО включила его в список Всемирного наследия как выдающийся пример города, которые создавались промышленными компаниями в удалённых частях мира с целью добычи и переработки природных богатств с использованием местной рабочей силы.